# Emoia caeruleocauda
Emoia caeruleocauda — вид сцинкоподібних ящірок родини сцинкових (Scincidae). Мешкає на островах Індо-Тихоокеанського регіону.

## Поширення і екологія
Emoia caeruleocauda мешкають на Філіппінах (на островах Каміаран, Балабак, Туліан і Міангас), на Сулавесі і Молуккських островах в Індонезії, на Новій Гвінеї, на островах Папуа-Нової Гвінеї, зокрема на островах архіпелагу Бісмарка, на деяких Соломонових островах (на заході архіпелагу від Нґґатокае до Бугенвіля, на Макірі та на островах Санта-Крус), на Каролінських, Маршаллових і Маріанських островах та на Фіджі (Віті-Леву, Тавеуні). Вони живуть в різноманітних природних середовищах, зокрема у вологих тропічних лісах, на галявинах, на скелястих узбережжях, у вологих чагарникових заростях, на плантаціях і в садах, поблизу людських поселень. Зустрічаються на висоті до 1500 м над рівнем моря. Ведуть переважно наземний спосіб життя, хоча і лазять по чагарникам та по стовбурам дерев.